# ديفيد سميث
ديفيد سميث (بالإنجليزية: David Smith)‏ (1 مارس 1993 بغلاسكو في المملكة المتحدة - ) هو لاعب كرة قدم بريطاني في مركز الهجوم. شارك مع منتخب اسكتلندا تحت 16 سنة لكرة القدم ومنتخب اسكتلندا تحت 17 سنة لكرة القدم ومنتخب اسكتلندا تحت 19 سنة لكرة القدم ومنتخب اسكتلندا تحت 21 سنة لكرة القدم. أما مع النوادي، فقد لعب مع ريث روفرز ونادي فالكيرك وهارت أوف ميدلوثيان.

## وصلات خارجية
- ديفيد سميث على موقع قاعدة بيانات كرة القدم.إي يو (الإنجليزية)
- ديفيد سميث على موقع Soccerbase.com (لاعب) (الإنجليزية)
- ديفيد سميث على موقع Soccerway.com (الإنجليزية)